# Kanton Cambrai-Est
Kanton Cambrai-Est (francouzsky Canton de Cambrai-Est) je francouzský kanton v departementu Nord v regionu Nord-Pas-de-Calais. Tvoří ho 14 obcí.

## Obce kantonu
- Awoingt
- Cagnoncles
- Cambrai (východní část)
- Cauroir
- Escaudœuvres
- Estrun
- Eswars
- Iwuy
- Naves
- Niergnies
- Ramillies
- Séranvillers-Forenville
- Thun-l'Évêque
- Thun-Saint-Martin